# Veľká Paka
Veľká Paka és un poble i municipi d'Eslovàquia que es troba a la regió de Trnava, a l'oest del país.

## Història
La primera menció escrita de la vila es remunta al 1222.

## Demografia
| Godina             | 1994 | 2004    | 2014    | 2024    |
| ------------------ | ---- | ------- | ------- | ------- |
| Nombre de persones | 644  | 745     | 927     | 1062    |
| Diferència         |      | +15,68% | +24,42% | +14,56% |

| Godina             | 2023 | 2024   |
| ------------------ | ---- | ------ |
| Nombre de persones | 1032 | 1062   |
| Diferència         |      | +2,90% |